# Los últimos sacramentos (Rafael Romero de Torres)
Los últimos sacramentos, también conocido como El albañil herido, es una pintura del artista español Rafael Romero de Torres.

## Descripción
La pintura muestra a un albañil herido en sus últimos momentos, junto al cual se encuentra entre otras personas un sacerdote dándole el viático al enfermo. Forma parte de una trilogía de crítica social junto con los lienzos Sin trabajo y Buscando patria. Romero de Torres la pintó en el año 1890 en Roma, enviándola posteriormente a la Diputación de Córdoba, quien había financiado su estancia como estudiante en dicha ciudad. Actualmente se conserva en el Museo de Bellas Artes de Córdoba (España).